# Popis naselja u Nebraski
Popis naselja američkoj saveznoj državi Nebraska.

## A
- Abie, Nebraska
- Adams (Nebraska)
- Ainsworth (Nebraska)
- Albion (Nebraska)
- Alda (Nebraska)
- Alexandria (Nebraska)
- Allen (Nebraska)
- Alliance (Nebraska)
- Alma (Nebraska)
- Alvo (Nebraska)
- Ames (Nebraska)
- Amherst (Nebraska)
- Anoka (Nebraska)
- Anselmo (Nebraska)
- Ansley (Nebraska)
- Arapahoe (Nebraska)
- Arcadia (Nebraska)
- Archer (Nebraska)
- Arlington (Nebraska)
- Arnold (Nebraska)
- Arthur (Nebraska)
- Ashland (Nebraska)
- Ashton (Nebraska)
- Aten (Nebraska)
- Atkinson (Nebraska)
- Auburn (Nebraska)
- Aurora (Nebraska)
- Avoca (Nebraska)
- Axtell (Nebraska)
- Ayr (Nebraska)

## B
- Bancroft (Nebraska)
- Barada (Nebraska)
- Barneston (Nebraska)
- Bartlett (Nebraska)
- Bartley (Nebraska)
- Bassett (Nebraska)
- Battle Creek (Nebraska)
- Bayard (Nebraska)
- Bazile Mills (Nebraska)
- Beatrice (Nebraska)
- Beaver City (Nebraska)
- Beaver Crossing (Nebraska)
- Bee (Nebraska)
- Beemer (Nebraska)
- Belden (Nebraska)
- Belgrade (Nebraska)
- Bellwood (Nebraska)
- Belmar (Nebraska)
- Benedict (Nebraska)
- Benkelman (Nebraska)
- Bennet (Nebraska)
- Bennington (Nebraska)
- Berea (Nebraska)
- Bertrand (Nebraska)
- Berwyn (Nebraska)
- Big Springs (Nebraska)
- Bladen (Nebraska)
- Blair (Nebraska)
- Bloomfield (Nebraska)
- Bloomington (Nebraska)
- Blue Hill (Nebraska)
- Blue Springs (Nebraska)
- Bow Valley (Nebraska)
- Boys Town (Nebraska)
- Bradshaw (Nebraska)
- Brady (Nebraska)
- Brainard (Nebraska)
- Brewster (Nebraska)
- Bridgeport (Nebraska)
- Bristow (Nebraska)
- Broadwater (Nebraska)
- Brock (Nebraska)
- Broken Bow (Nebraska)
- Brownlee (Nebraska)
- Brownville (Nebraska)
- Brule (Nebraska)
- Bruning (Nebraska)
- Bruno (Nebraska)
- Brunswick (Nebraska)
- Burchard (Nebraska)
- Burr (Nebraska)
- Burton (Nebraska)
- Burwell (Nebraska)
- Bushnell (Nebraska)
- Butte (Nebraska)
- Byron (Nebraska)

## C
- Cairo (Nebraska)
- Callaway (Nebraska)
- Cambridge (Nebraska)
- Campbell (Nebraska)
- Carleton (Nebraska)
- Carroll (Nebraska)
- Cedar Bluffs (Nebraska)
- Cedar Creek (Nebraska)
- Cedar Rapids (Nebraska)
- Center (Nebraska)
- Central City (Nebraska)
- Ceresco (Nebraska)
- Chadron (Nebraska)
- Chalco (Nebraska)
- Chambers (Nebraska)
- Champion (Nebraska)
- Chapman (Nebraska)
- Chappell (Nebraska)
- Chester (Nebraska)
- Cisco (Nebraska)
- Clarks (Nebraska)
- Clarkson (Nebraska)
- Clatonia (Nebraska)
- Clay Center (Nebraska)
- Clearwater (Nebraska)
- Clinton (Nebraska)
- Cody (Nebraska)
- Coleridge (Nebraska)
- Colon (Nebraska)
- Comstock (Nebraska)
- Concord (Nebraska)
- Cook (Nebraska)
- Cordova (Nebraska)
- Cornlea (Nebraska)
- Cortland (Nebraska)
- Cotesfield (Nebraska)
- Cowles (Nebraska)
- Cozad (Nebraska)
- Crab Orchard (Nebraska)
- Craig (Nebraska)
- Crawford (Nebraska)
- Creighton (Nebraska)
- Creston (Nebraska)
- Crete (Nebraska)
- Crofton (Nebraska)
- Crookston (Nebraska)
- Culbertson (Nebraska)
- Curtis (Nebraska)
- Cushing (Nebraska)

## D
- Dakota City (Nebraska)
- Dalton (Nebraska)
- Danbury (Nebraska)
- Dannebrog (Nebraska)
- Davenport (Nebraska)
- Davey (Nebraska)
- David City (Nebraska)
- Dawson (Nebraska)
- Daykin (Nebraska)
- De Witt (Nebraska)
- Decatur (Nebraska)
- Deshler (Nebraska)
- Deweese (Nebraska)
- Diller (Nebraska)
- Dix (Nebraska)
- Dixon (Nebraska)
- Dodge (Nebraska)
- Doniphan (Nebraska)
- Dorchester (Nebraska)
- Douglas (Nebraska)
- Du Bois (Nebraska)
- Dunbar (Nebraska)
- Duncan (Nebraska)
- Dunning (Nebraska)
- Dwight (Nebraska)

## E
- Eagle (Nebraska)
- Eddyville (Nebraska)
- Edgar (Nebraska)
- Edison (Nebraska)
- Elba (Nebraska)
- Elgin (Nebraska)
- Elk Creek (Nebraska)
- Elkhorn (Nebraska)
- Elm Creek (Nebraska)
- Elmwood (Nebraska)
- Elsie (Nebraska)
- Elwood (Nebraska)
- Elyria (Nebraska)
- Emerson (Nebraska)
- Emmet (Nebraska)
- Enders (Nebraska)
- Endicott (Nebraska)
- Ericson (Nebraska)
- Eustis (Nebraska)
- Ewing (Nebraska)
- Exeter (Nebraska)

## F
- Fairbury (Nebraska)
- Fairfield (Nebraska)
- Fairmont (Nebraska)
- Falls City (Nebraska)
- Farnam (Nebraska)
- Farwell (Nebraska)
- Filley (Nebraska)
- Firth (Nebraska)
- Fontanelle (Nebraska)
- Fordyce (Nebraska)
- Fort Calhoun (Nebraska)
- Foster (Nebraska)
- Franklin (Nebraska)
- Friend (Nebraska)
- Fullerton (Nebraska)
- Funk (Nebraska)

## G
- Gandy (Nebraska)
- Garland (Nebraska)
- Garrison (Nebraska)
- Geneva (Nebraska)
- Genoa (Nebraska)
- Gering (Nebraska)
- Gibbon (Nebraska)
- Gilead (Nebraska)
- Giltner (Nebraska)
- Glenvil (Nebraska)
- Goehner (Nebraska)
- Gordon (Nebraska)
- Gothenburg (Nebraska)
- Grafton (Nebraska)
- Grant (Nebraska)
- Greeley Center (Nebraska)
- Greenwood (Nebraska)
- Gresham (Nebraska)
- Gretna (Nebraska)
- Gross (Nebraska)
- Guerra (Teksas)
- Guide Rock (Nebraska)
- Gurley (Nebraska)

## H
- Hadar (Nebraska)
- Haigler (Nebraska)
- Hallam (Nebraska)
- Halsey (Nebraska)
- Hamlet (Nebraska)
- Hampton (Nebraska)
- Harbine (Nebraska)
- Hardy (Nebraska)
- Harrisburg (Nebraska)
- Harrison (Nebraska)
- Hartington (Nebraska)
- Harvard (Nebraska)
- Hay Springs (Nebraska)
- Hayes Center (Nebraska)
- Hazard (Nebraska)
- Heartwell (Nebraska)
- Hebron (Nebraska)
- Hemingford (Nebraska)
- Henderson (Nebraska)
- Hendley (Nebraska)
- Henry (Nebraska)
- Herman (Nebraska)
- Hershey (Nebraska)
- Hickman (Nebraska)
- Hildreth (Nebraska)
- Holbrook (Nebraska)
- Holdrege (Nebraska)
- Holmesville (Nebraska)
- Holstein (Nebraska)
- Homer (Nebraska)
- Hooper (Nebraska)
- Hordville (Nebraska)
- Hoskins (Nebraska)
- Howard City (Nebraska)
- Howells (Nebraska)
- Hubbard (Nebraska)
- Hubbell (Nebraska)
- Humboldt (Nebraska)
- Humphrey (Nebraska)
- Huntley (Nebraska)
- Hyannis (Nebraska)

## I
- Imperial (Nebraska)
- Inavale (Nebraska)
- Indianola (Nebraska)
- Inland (Nebraska)
- Inman (Nebraska)
- Ithaca (Nebraska)

## J
- Jackson (Nebraska)
- Jansen (Nebraska)
- Johnson (Nebraska)
- Johnstown (Nebraska)
- Julian (Nebraska)
- Juniata (Nebraska)

## K
- Kenesaw (Nebraska)
- Kennard (Nebraska)
- Keystone (Nebraska)
- Kilgore (Nebraska)
- Kimball (Nebraska)
- King Lake (Nebraska)

## L
- La Platte (Nebraska)
- La Vista (Nebraska)
- Lakeview (Nebraska)
- Lamar (Nebraska)
- Laurel (Nebraska)
- Lawrence (Nebraska)
- Lebanon (Nebraska)
- Leigh (Nebraska)
- Lemoyne (Nebraska)
- Leshara (Nebraska)
- Lewellen (Nebraska)
- Lewiston (Nebraska)
- Liberty (Nebraska)
- Lindsay (Nebraska)
- Lindy (Nebraska)
- Linwood (Nebraska)
- Lisco (Nebraska)
- Litchfield (Nebraska)
- Lodgepole (Nebraska)
- Long Pine (Nebraska)
- Loomis (Nebraska)
- Lorenzo (Nebraska)
- Loretto (Nebraska)
- Lorton (Nebraska)
- Louisville (Nebraska)
- Loup City (Nebraska)
- Lushton (Nebraska)
- Lyman (Nebraska)
- Lynch (Nebraska)
- Lyons (Nebraska)

## M
- Macy (Nebraska)
- Madrid (Nebraska)
- Magnet (Nebraska)
- Malcolm (Nebraska)
- Malmo (Nebraska)
- Manley (Nebraska)
- Marquette (Nebraska)
- Martin (Nebraska)
- Martinsburg (Nebraska)
- Maskell (Nebraska)
- Mason City (Nebraska)
- Max (Nebraska)
- Maxwell (Nebraska)
- Maywood (Nebraska)
- McCook (Nebraska)
- McCool Junction (Nebraska)
- McGrew (Nebraska)
- McLean (Nebraska)
- Mead (Nebraska)
- Meadow Grove (Nebraska)
- Melbeta (Nebraska)
- Memphis (Nebraska)
- Merna (Nebraska)
- Milford (Nebraska)
- Miller (Nebraska)
- Milligan (Nebraska)
- Minatare (Nebraska)
- Minden (Nebraska)
- Mitchell (Nebraska)
- Monowi (Nebraska)
- Monroe (Nebraska)
- Moorefield (Nebraska)
- Morrill (Nebraska)
- Morse Bluff (Nebraska)
- Mullen (Nebraska)
- Murdock (Nebraska)
- Murray (Nebraska)

## N
- Naper (Nebraska)
- Naponee (Nebraska)
- Nebraska City (Nebraska)
- Nehawka (Nebraska)
- Neligh (Nebraska)
- Nelson (Nebraska)
- Nemaha (Nebraska)
- Nenzel (Nebraska)
- Newcastle (Nebraska)
- Newman Grove (Nebraska)
- Newport (Nebraska)
- Nickerson (Nebraska)
- Niobrara (Nebraska)
- Nora (Nebraska)
- Norman (Nebraska)
- North Bend (Nebraska)
- North Loup (Nebraska)

## O
- O'Neill (Nebraska)
- Oak (Nebraska)
- Oakdale (Nebraska)
- Oakland (Nebraska)
- Obert (Nebraska)
- Oconto (Nebraska)
- Octavia (Nebraska)
- Odell (Nebraska)
- Odessa (Nebraska)
- Offutt AFB (Nebraska)
- Ogallala (Nebraska)
- Ohiowa (Nebraska)
- Ong (Nebraska)
- Orchard (Nebraska)
- Ord (Nebraska)
- Orleans (Nebraska)
- Osceola (Nebraska)
- Oshkosh (Nebraska)
- Osmond (Nebraska)
- Otoe (Nebraska)
- Overland (Nebraska)
- Overton (Nebraska)
- Oxford (Nebraska)

## P
- Page (Nebraska)
- Palisade (Nebraska)
- Palmer (Nebraska)
- Palmyra (Nebraska)
- Panama (Nebraska)
- Papillion (Nebraska)
- Parks (Nebraska)
- Pawnee City (Nebraska)
- Paxton (Nebraska)
- Pender (Nebraska)
- Peru (Nebraska)
- Petersburg (Nebraska)
- Phillips (Nebraska)
- Pickrell (Nebraska)
- Pierce (Nebraska)
- Pilger (Nebraska)
- Pine Ridge (Nebraska)
- Plainview (Nebraska)
- Platte Center (Nebraska)
- Pleasant Dale (Nebraska)
- Pleasanton (Nebraska)
- Plymouth (Nebraska)
- Polk (Nebraska)
- Ponca (Nebraska)
- Poole (Nebraska)
- Potter (Nebraska)
- Prague (Nebraska)
- Preston (Nebraska)
- Primrose (Nebraska)
- Prosser (Nebraska)

## R
- Raeville (Nebraska)
- Ragan (Nebraska)
- Ralston (Nebraska)
- Randolph (Nebraska)
- Ravenna (Nebraska)
- Raymond (Nebraska)
- Red Cloud (Nebraska)
- Republican City (Nebraska)
- Reynolds (Nebraska)
- Richfield (Nebraska)
- Richland (Nebraska)
- Rising City (Nebraska)
- Riverdale (Nebraska)
- Riverton (Nebraska)
- Roca (Nebraska)
- Rockville (Nebraska)
- Rogers (Nebraska)
- Rosalie (Nebraska)
- Roscoe (Nebraska)
- Roseland (Nebraska)
- Royal (Nebraska)
- Rulo (Nebraska)
- Rushville (Nebraska)
- Ruskin (Nebraska)

## S
- Salem (Nebraska)
- Santee (Nebraska)
- Sarben (Nebraska)
- Sargent (Nebraska)
- Saronville (Nebraska)
- Schuyler (Nebraska)
- Scotia (Nebraska)
- Scottsbluff (Nebraska)
- Scribner (Nebraska)
- Seneca (Nebraska)
- Seward (Nebraska)
- Shelby (Nebraska)
- Shelton (Nebraska)
- Shickley (Nebraska)
- Sholes (Nebraska)
- Shubert (Nebraska)
- Sidney (Nebraska)
- Silver Creek (Nebraska)
- Smithfield (Nebraska)
- Snyder (Nebraska)
- South Bend (Nebraska)
- South Sioux City (Nebraska)
- Spalding (Nebraska)
- Spencer (Nebraska)
- Sprague (Nebraska)
- Springfield (Nebraska)
- Springview (Nebraska)
- St. Edward (Nebraska)
- St. Helena (Nebraska)
- St. Libory (Nebraska)
- St. Paul (Nebraska)
- Stamford (Nebraska)
- Stanton (Nebraska)
- Staplehurst (Nebraska)
- Stapleton (Nebraska)
- Steele City (Nebraska)
- Steinauer (Nebraska)
- Sterling (Nebraska)
- Stockham (Nebraska)
- Stockville (Nebraska)
- Strang (Nebraska)
- Stratton (Nebraska)
- Stromsburg (Nebraska)
- Stuart (Nebraska)
- Sumner (Nebraska)
- Sunol (Nebraska)
- Superior (Nebraska)
- Surprise (Nebraska)
- Sutherland (Nebraska)
- Sutton (Nebraska)
- Swanton (Nebraska)
- Syracuse (Nebraska)

## T
- Table Rock (Nebraska)
- Talmage (Nebraska)
- Tamora (Nebraska)
- Tarnov (Nebraska)
- Taylor (Nebraska)
- Tecumseh (Nebraska)
- Tekamah (Nebraska)
- Terrytown (Nebraska)
- Thayer (Nebraska)
- Thedford (Nebraska)
- Thurston (Nebraska)
- Tilden (Nebraska)
- Tobias (Nebraska)
- Trenton (Nebraska)
- Trumbull (Nebraska)
- Tryon (Nebraska)

## U
- Uehling (Nebraska)
- Ulysses (Nebraska)
- Unadilla (Nebraska)
- Union (Nebraska)
- Upland (Nebraska)
- Utica (Nebraska)

## V
- Valentine (Nebraska)
- Valley (Nebraska)
- Valparaiso (Nebraska)
- Venango (Nebraska)
- Venice (Nebraska)
- Verdel (Nebraska)
- Verdigre (Nebraska)
- Verdon (Nebraska)
- Virginia (Nebraska)

## W
- Waco (Nebraska)
- Wahoo (Nebraska)
- Wakefield (Nebraska)
- Wallace (Nebraska)
- Walthill (Nebraska)
- Walton (Nebraska)
- Wann (Nebraska)
- Washington (Nebraska)
- Waterbury (Nebraska)
- Waterloo (Nebraska)
- Wauneta (Nebraska)
- Wausa (Nebraska)
- Waverly (Nebraska)
- Wayne (Nebraska)
- Weeping Water (Nebraska)
- Wellfleet (Nebraska)
- West Point (Nebraska)
- Western (Nebraska)
- Westerville (Nebraska)
- Weston (Nebraska)
- White Clay (Nebraska)
- Whitney (Nebraska)
- Wilber (Nebraska)
- Wilcox (Nebraska)
- Willow Island (Nebraska)
- Wilsonville (Nebraska)
- Winnebago (Nebraska)
- Winnetoon (Nebraska)
- Winside (Nebraska)
- Winslow (Nebraska)
- Wisner (Nebraska)
- Wolbach (Nebraska)
- Wood Lake (Nebraska)
- Wood River (Nebraska)
- Woodland Hills (Nebraska)
- Woodland Park (Nebraska)
- Wymore (Nebraska)
- Wynot (Nebraska)

## Y
- Yankee Hill (Nebraska)
- York (Nebraska)
- Yutan (Nebraska)